# 8243 Devonburr
8243 Devonburr eller 1975 SF1 är en asteroid i huvudbältet som upptäcktes den 30 september 1975 av den amerikanska astronomen Schelte J. Bus vid Palomar-observatoriet. Den är uppkallad efter Devon M. Burr.
Asteroiden har en diameter på ungefär 6 kilometer.